# Shirma Rouse
Shirma Rouse (Curaçao, 13 maart 1980) is een Nederlands zangeres.

## Biografie
Rouse werd geboren op Curaçao en groeide op op Sint Eustatius. Later rondde ze haar middelbare school af op Curaçao. Op negentienjarige leeftijd verhuisde ze naar Rotterdam. Rouse werd vooral bekend als achtergrondzangeres, onder andere bij Izaline Calister en Anouk; daarnaast was ze ook leadzangeres in diverse bands. In 2010 bracht Rouse een cd uit met voornamelijk soulnummers, genaamd Chocolate Coated Dreams. In 2012 kwam er een tweede cd uit, Shirma Rouse sings Aretha, waarmee ze een theatertournee deed.
In 2013 ging ze als achtergrondzangeres met Anouk mee naar het Eurovisiesongfestival in Malmö. Hier werd ze door The Eurovision Times uitgeroepen tot beste achtergrondzangeres. Datzelfde jaar deed Rouse mee aan The voice of Holland. Alle stoelen draaiden in haar auditie om en ze koos Trijntje Oosterhuis als haar coach. Rouse strandde in de halve finale, toen ze het op moest nemen tegen Jill Helena; daarna kreeg ze een gastrol aangeboden bij de eerste concertreeks van de Ladies of Soul.
In 2014 nam Rouse als teamcaptain deel aan De Grote Bijbelquiz. In 2015 speelde ze de rol van Maria in het muzikaal-Bijbelse Paasevenement The Passion in Enschede. Datzelfde jaar was ze te zien in de bioscoopfilm Bon Bini Holland. In 2016 trad ze onder meer op op het Graceland Festival. In 2017 ging Rouse op tournee met The Soul of Spanish Harlem, een latin/soul-project van drummer Lucas van Merwijk (bekend van Cubop City Big Band) vol Spaans- en Engelstalige nummers; daarnaast hervatte ze haar Aretha Franklin-tribute.
Rouse was in 2018 een van de deelnemers van het SBS6 programma Stelletje Pottenbakkers!, ze moest als eerste deelnemer het programma verlaten. In 2019 deed Rouse mee aan het televisieprogramma De gevaarlijkste wegen van de wereld van omroep BNNVARA, samen met Fajah Lourens. In 2022 was Rouse panellid in het televisieprogramma Secret Duets en model, tevens gastjurylid, in het televisieprogramma Project Rembrandt.
Shirma Rouse heeft samen met Berget Lewis de artistieke leiding over het ZO! Gospel Choir en treedt regelmatig op met het ZO! Gospel Choir. In 2022 was Rouse als co-curator medeverantwoordelijk voor de tijdelijke tentoonstelling Gospel. Muzikale reis van kracht en hoop in het Museum Catharijneconvent in Utrecht.
In juli 2023 begon Rouse met het presenteren van het televisieprogramma Shirma's Soul Food voor 24Kitchen. In 2024 volgde de serie Shirma's Caribische Smaken, waarin Rouse op reis ging naar onder andere Curaçao en Bonaire.
In 2025 was Rouse samen met Dwight Dissels gastdocent in het televisieprogramma Dream School. Voor het in 2025 uitgezonden seizoen van Kloostergasten leefde Rouse enkele dagen samen met kloosterlingen.

## Discografie

### Albums
- Chocolate Coated Dreams (2010)
- Shirma Rouse Sings Aretha (2012)[11]
- Dedicated to you (met Kim Hoorweg) (2012)
- Shout It Out Loud (2014)

### Singles
| Single met eventuele hitnotering(en) in de Nederlandse Top 40 | Datum van verschijnen | Datum van binnenkomst | Hoogste positie | Aantal weken | Opmerkingen                                                          |
| ------------------------------------------------------------- | --------------------- | --------------------- | --------------- | ------------ | -------------------------------------------------------------------- |
| Imagine                                                       | 30-08-2013            | -                     |                 |              | Nr. 80 in de Single Top 100                                          |
| End of the road                                               | 06-12-2013            | -                     |                 |              | Nr. 84 in de Single Top 100                                          |
| Christmas hearts                                              | 13-12-2013            | 21-12-2013            | tip8            | -            | als onderdeel van The Voice of Holland / Nr. 29 in de Single Top 100 |